# Tumba del indio desconocido
La Tumba del Indio Desconocido se encuentra en el Cementerio Municipal de Punta Arenas, también conocido como Cementerio Sara Braun, en la Región de Magallanes, Chile. Corresponde a una figura de bronce que representa a un aborigen kawésqar, delante de la figura se encuentra una placa cuyo epitafio, escrito por el poeta magallánico José Grimaldi Acotto, dice: «El indio desconocido llegó desde las brumas de la duda histórica y geográfica. Y yace aquí cobijado en el patrio amor de la chilenidad "eternamente"».

## Historia
De acuerdo a una investigación realizada por el cronista Carlos Baeriswyl y publicada en el diario regional El Magallanes en 1984, en la Isla Diego de Almagro, antes llamada Isla Cambridge, comenzó la explotación de mármol a inicios de mayo del año 1929 a cargo de la Compañía de Mármoles Cambridge. En la Bahía Sewtt se construyó un embarcadero y un campamento provisorio para que dos empleados hicieran guardia mientras la goleta "Manolo" retornaba a Punta Arenas en busca de trabajadores y materiales. Los escogidos para aquella labor fueron el chilote David Leal y el ruso M. Kravient.  
La noche del 6 de mayo del mismo año el campamento fue atacado por un grupo de aborígenes, quienes poseían un arma de fuego, y dispararon directamente a la carpa en donde dormían Kravient y Leal, este último recibió un disparo en el cráneo que le provocó la muerte. Kravient disparó de vuelta con su arma para luego huir al interior de la isla en busca de refugio.  
Pasaron tres meses hasta que el 5 de junio arribó la goleta, los primeros en ver la escena fueron Aristóteles Carozzi, técnico de la compañía, y Fructuoso Muñoz López, mecánico. Ellos declararon que se encontraron con el cadáver de un aborigen sentado, vestido con las ropas del ruso y una pierna mutilada, el cadáver de David Leal fue encontrado atado de pies y cabeza a un trozo de mármol sumergido en la costa. Aparentemente M. Kravient fue encontrado con vida. 
La goleta "Manolo" regresó a Punta Arenas y se informó de los hechos a las autoridades marítimas, quienes ordenaron la exhumación de los cuerpos. Aprovechando que el escampavía "Porvenir" debía realizar su gira de inspección por los canales aledaños a la Isla Diego de Almagro, el día 4 de agosto de 1929 dos agentes pertenecientes a Carabineros de Chile, llamados Alberto Sepúlveda y Daniel Larenas, se encargaron de la exhumación de los cadáveres de Leal y del aborigen. Arribaron a la ciudad el 9 de agosto de ese año, sin embargo, las autopsias se realizaron recién el día 28 de agosto a cargo del médico legista Álvaro Sanhueza.  
El aborigen fue bautizado como Pedro Zambras y sus restos fueron enterrados junto a los de David Leal, quienes compartirían el ataúd ya que nadie reclamó sus cuerpos y la tumba no contaría con lápida alguna.
Este hecho es posterior al Genocidio Selk'nam, perpetrado por colonos quienes buscaban ampliar sus terrenos para la cría de ganado en la región, suceso histórico que se ve plasmado en la película chilena Los colonos. Sin embargo, entre los años 1870 y 1930 el pueblo Kawésqar fue víctima de los zoológicos humanos, lo que explicaría la saña con la que los aborígenes arremetieron contra los dos empleados de la compañía. En el libro Zoológicos humanos de los historiadores Cristian Báez y Peter Mason se relatan las historias de este tipo de exhibiciones además de contar con 50 fotografías.

## Animita
Se desconoce el momento exacto en que los habitantes de la ciudad de Punta Arenas comenzaron a relacionar al "indiecito", como se le llama con cariño, con facultades milagrosas. En algún momento de la historia alguien colocó una placa de mármol con las palabras "Indio Desconocido" y, poco a poco, comenzaron a aparecer sobre la tumba velas encendidas, flores y ofrendas, y se le atribuyeron dotes para conceder favores.  
En el año 1967, Magdalena Vrsalvic inició una campaña para que se coloque una estatua en honor al aborigen después que éste le concediera un favor. La Armada de Chile donó el bronce y el escultor regional Edmundo Casanova creó la estatua de tamaño natural. La instalación se realizó el 18 de diciembre de 1969 y sobre la base de la estatua se colocó el epitafio solicitado al poeta José Grimaldi: «El indio desconocido llegó desde las brumas de la duda histórica y geográfica. Y yace aquí cobijado en el patrio amor de la chilenidad "eternamente"». Además, la Cruz Roja situó una alcancía para recolectar las ofrendas monetarias que los creyentes le dejaban al "indiecito" y así utilizar el dinero en actividades benéficas.
De manera contraria a la cultura originaria del "indiecito", los residentes le han otorgado las mismas facultades que a una figura religiosa con base en sus propias tradiciones culturales, así como sucede con figuras que representan a la Virgen María a quien también se le confiere la capacidad de conceder milagros y favores. De este modo, la tumba adquiere la facultad de animita, siendo visitada a día de hoy tanto por residentes como por turistas que buscan obtener un favor concedido por parte del "Indio Desconocido".